# Shrinking Violet
Shrinking Violet és l'únic àlbum de L.A. Guns amb el cantant Jizzy Pearl i l'últim amb el baixista Johnny Crypt. L'antic guitarrista dels Guns N' Roses, Gilby Clarke, va actuar com de convidat en aquest àlbum, en la cançó "Dreamtime", i també en va ser el productor.
Hi ha dues versions diferents d'aquest àlbum, cadascun amb diferents cançons.

## Llista de Cançons a Amèrica
1. Girl You Turn Me On
2. Shrinking Violet
3. Dreamtime
4. Barbed Wire
5. I'll Be There
6. California
7. Cherries
8. Decide
9. Big Little Thing
10. It's Hard
11. Bad Whiskey
12. How Many More Times (coberta de Led Zeppelin)

## Llista de Cançons a França
1. I'll Be There
2. Girl You Turn Me On
3. Cherries
4. Decide
5. It's Hard
6. California
7. Dreamtime
8. Bad Whisky
9. Barbed Wire
10. Big Little Thing
11. Shrinking Violet
12. How Many More Times (coberta de Led Zeppelin)

## Formació
- Jizzy Pearl: Veus
- Tracii Guns: Guitarra
- Johnny Crypt: Baix
- Steve Riley: Bateria

- Produït per Gilby Clarke

- Gilby Clarke: Guitarra addicional a "Dreamtime"
- Teddy Andreadis: Teclat